# Moto Gori
La Moto Gori è stata una casa motociclistica italiana attiva dal 1968 al 1983.
La Casa venne fondata a Firenze da Giancarlo Gori, già noto per le sue pregevoli elaborazioni di Lambretta prima e Vespa poi (degne di nota le vittorie di tappa al Motogiro 1967 di una Vespa 90 S.S. elaborata Gori). Già durante l'attività di preparatore di motori era accesa la rivalità con la concittadina Ancillotti.

## Storia
La prima moto Gori nasce nel 1968: la 50 Cross, equipaggiata con un motore Minarelli preparato. La moto, presentata al Salone di Milano di quell'anno, ottenne un discreto successo. A causa di problemi di omologazione, la moto veniva venduta col marchio Gori-Bimm (la Moto Bimm era un'azienda toscana già attiva nel settore dei ciclomotori). In poco tempo le Gori-Bimm iniziarono a riportare successi nel motocross, dove proseguiva la sfida (continuata nel settore del fuoristrada) con le Ancillotti motorizzate Beta.
Con il 1969 i motori tedeschi Sachs rimpiazzano i Minarelli. Nel 1972 la gamma si allarga anche alla cilindrata di 125 cm³ (sempre con motore Sachs). La gamma in quegli anni si espande, includendo modelli da Cross, da Regolarità e minimoto, così come la produzione. Nel biennio 1973-1974 la Gori assembla anche le tedesche DKW.
La gamma Gori a metà anni 1970 vanta modelli (sia di stampo professionale sia di tipo più "tranquillo") nelle cilindrate da 50 a 175 cm³, in larga parte equipaggiati con motori Sachs (il 50 anche con motore Morini Franco) e componentistica di prim'ordine (sospensioni Marzocchi o Ceriani; scarichi Lafranconi o Giannelli; cerchi Akront). Le Gori riscuotono notevole successo, tanto da essere esportate in tutta Europa e perfino in Australia.
Nel 1976 le vendite della Casa toscana subiscono una flessione: la causa principale sono i problemi del nuovo motore Sachs 125-250 a 7 marce. Nel 1980 avviene una svolta: la SWM propone alla Gori di acquistare una partita di motori Rotax, dei quali la casa lombarda era esclusivista per l'Italia. Nasce così la serie G81, nelle cilindrate 125, 250 e 350, le moto piacciono, e le vendite riprendono vigore, dopo poco, però, la crisi economica della Casa di Rivolta d'Adda provoca la sospensione delle forniture dei motori austriaci. La Gori non riesce a trovare alternative ai Rotax e dopo essere riuscita a smaltire le giacenze di magazzino, cessa l'attività nel 1983.

## Palmarès
Le vittorie nelle competizioni (in Italia e all'estero) si susseguono:
- Medaglia d'Oro alla Sei Giorni 1975 e 1976
- Campionato Europeo Regolarità classe 75 cm³ 1975
- Campionato Italiano Regolarità classe 50 cm³ 1975
- Campionato Italiano della Montagna classe 125 1974 e 1975